# S Ursae Majoris
S Ursae Majoris är en pulserande variabel av Mira Ceti-typ  i stjärnbilden Stora björnen.  Variationerna upptäcktes av den brittiske astronomen Norman Robert Pogson 1853.
Stjärnan varierar mellan magnitud +7,1 och 12,7 med en period av 225,87 dygn.